# Grammy Awards 2007
La 49ª edizione dei Grammy Awards si è svolta l'11 febbraio 2007 allo Staples Center di Los Angeles.
La cerimonia è stata trasmessa in diretta televisiva negli Stati Uniti dall'emittente CBS.
Il gruppo Dixie Chicks è stato quello trionfatore di questa edizione con cinque premi, mentre Mary J. Blige è l'artista con il maggior numero di nomination (8).

## Vincitori e candidati
I vincitori sono scritti in grassetto.

### Categorie principali

#### Registrazione dell'anno
- Not Ready to Make Nice - Dixie Chicks; Rick Rubin (produttore); Richard Dodd, Jim Scott e Chris Testa (ingegneri/mixers)
- Be Without You - Mary J. Blige; Bryan-Michael Cox e Ron Fair producers; Danny Cheung, Tal Herzberg, Dave "Hard-Drive" Pensado e Allen Sides (ingegneri/mixers)
- You're Beautiful - James Blunt; Tom Rothrock (produttore); Tom Rothrock e Mike Tarantino (ingegneri/mixers)
- Crazy - Gnarls Barkley; Danger Mouse (produttore); Ben H. Allen, Danger Mouse e Kennie Takahashi (ingegneri/mixers)
- Put Your Records On - Corinne Bailey Rae; Steve Chrisanthou (produttore); Steve Chrisanthou e Jeremy Wheatley (ingegneri/mixers)

#### Canzone dell'anno
- Not Ready to Make Nice, scritta da Dixie Chicks & Dan Wilson e cantata da Dixie Chicks
- Be Without You scritta da Johntá Austin, Mary J. Blige, Bryan-Michael Cox & Jason Perry e cantata da Mary J. Blige
- You're Beautiful scritta da James Blunt, Amanda Ghost & Sacha Skarbek e cantata da James Blunt
- Put Your Records On scritta da John Beck, Steve Chrisanthou & Corinne Bailey Rae e cantata da Corinne Bailey Rae
- Jesus, Take the Wheel scritta da Brett James, Hillary Lindsey & Gordie Sampson e cantata da Carrie Underwood

#### Miglior artista esordiente
- Carrie Underwood
- Chris Brown
- Corinne Bailey Rae
- Imogen Heap
- James Blunt

#### Album dell'anno
- Taking the Long Way - Dixie Chicks
- Continuum - John Mayer
- FutureSex/LoveSounds - Justin Timberlake
- St. Elsewhere - Gnarls Barkley
- Stadium Arcadium - Red Hot Chili Peppers

### Pop

#### Miglior album pop vocale
- Continuum - John Mayer
- Back to Basics - Christina Aguilera
- Back to Bedlam - James Blunt
- The River in Reverse - Elvis Costello & Allen Toussaint
- FutureSex/LoveSounds - Justin Timberlake

#### Miglior interpretazione vocale pop femminile
- Christina Aguilera - Ain't No Other Man
- Natasha Bedingfield - Unwritten
- Sheryl Crow - You Can Close Your Eyes
- Pink - Stupid Girls
- KT Tunstall - Black Horse and the Cherry Tree

#### Miglior interpretazione vocale pop maschile
- John Mayer - Waiting on the World to Change
- James Blunt - You're Beautiful
- John Legend - Save Room
- Paul McCartney - Jenny Wren
- Daniel Powter - Bad Day

#### Miglior interpretazione vocale pop di gruppo
- Black Eyed Peas - My Humps
- Death Cab for Cutie - I Will Follow You Into The Dark
- The Fray - Over My Head (Cable Car)
- Keane - Is It Any Wonder?
- Pussycat Dolls - Stickwitu

#### Miglior collaborazione vocale pop
- Tony Bennett e Stevie Wonder - For Once in My Life
- Mary J. Blige ed U2 – One
- Sheryl Crow e Sting – Always on Your Side
- Nelly Furtado e Timbaland – Promiscuous
- Shakira e Wyclef Jean– Hips Don't Lie

### Rock

#### Miglior album rock
- Stadium Arcadium - Red Hot Chili Peppers
- Try! - John Mayer Trio
- Highway Companion - Tom Petty
- Broken Boy Soldiers - The Raconteurs
- Living with War - Neil Young

#### Miglior canzone rock
- Dani California, scritta da Flea, John Frusciante, Anthony Kiedis e Chad Smith, cantata da Red Hot Chili Peppers
- Someday Baby, scritta da Bob Dylan, cantata da Bob Dylan
- When You Were Young, scritta da Brandon Flowers, Dave Keuning, Mark Stoermer e Ronnie Vannucci, cantata da The Killers
- Chasing Cars, scritta da Nathan Connolly, Gary Lightbody, Jonny Quinn  e Tom Simpson, cantata da Snow Patrol
- Lookin' for a Leader, scritta da Neil Young, cantata da Neil Young

#### Miglior interpretazione vocale rock solista
- Bob Dylan - Someday Baby
- Beck – Nausea
- John Mayer – Route 66
- Tom Petty – Saving Grace
- Neil Young – Lookin' for a Leader

#### Miglior interpretazione rock di un duo o un gruppo
- Red Hot Chili Peppers - Dani California
- Coldplay – Talk
- The Fray – How to Save a Life
- The Raconteurs – Steady, As She Goes
- U2 e Green Day – The Saints Are Coming

#### Miglior interpretazione hard rock
- Wolfmother - Woman
- Buckcherry - Crazy Bitch
- Nine Inch Nails - Every Day Is Exactly the Same
- System of a Down - Lonely Day
- Tool - Vicarious

#### Miglior interpretazione metal
- Slayer - Eyes of the Insane
- Lamb of God – Redneck
- Mastodon – Colony of Birchmen
- Ministry – LiesLiesLies
- Stone Sour – 30/30-150

### Alternative

#### Miglior album di musica alternative
- St. Elsewhere - Gnarls Barkley
- Whatever People Say I Am, That's What I'm Not - Arctic Monkeys
- At War with the Mystics - The Flaming Lips
- Show Your Bones - Yeah Yeah Yeahs
- The Eraser - Thom Yorke

### R&B

#### Miglior album R&B
- The Breakthrough - Mary J. Blige
- Unpredictable - Jamie Foxx
- Testimony: Vol. 1, Life & Relationship - India.Arie
- 3121 - Prince
- Coming Home - Lionel Richie

#### Miglior canzone R&B
- Be Without You, scritta da Johntá Austin, Mary J. Blige, Bryan-Michael Cox e Jason Perry, eseguita da Mary J. Blige
- Black Sweat, scritta ed eseguita da Prince
- Déjà Vu, scritta da Jay-Z, Darkchild, Beyoncé, Makeba, Keli Nicole Price e Delisha Thomas, eseguita da Beyoncé ft. Jay Z
- Don't Forget About Us, scritta da Johntá Austin, Mariah Carey, Bryan-Michael Cox e Jermaine Dupri, eseguita da Mariah Carey
- I Am Not My Hair, scritta da Drew Ramsey, Shannon Sanders ed India.Arie, eseguita da India.Arie

#### Miglior performance R&B tradizionale
- God Bless the Child - George Benson e Al Jarreau feat. Jill Scott
- Christmas Time Is Here - Anita Baker
- I Found My Everything - Mary J. Blige
- You Are So Beautiful - Sam Moore, Billy Preston, Zucchero Fornaciari, Eric Clapton e Robert Randolph
- How Sweet It Is (To Be Loved by You) - The Temptations

### Dance/elettronica

#### Miglior album dance/elettronico
- Confessions on a Dance Floor – Madonna
- Supernature - Goldfrapp
- A Lively Mind - Paul Oakenfold
- Fundamental - Pet Shop Boys
- The Garden - Zero 7

#### Miglior registrazione dance
- SexyBack – Justin Timberlake
- Suffer Well - Depeche Mode
- Ooh La La - Goldfrapp
- Get Together - Madonna
- I'm with Stupid - Pet Shop Boys

### New Age

#### Miglior album new age
- Amarantine - Enya
- A posteriori - Enigma
- Beyond Words - Gentle Thunder con Will Clipman ed AmoChip Dabney
- Elements Series: Fire - Peter Kater
- The Magical Journeys of Andreas Vollenweider - Andreas Vollenweider

### Reggae

#### Miglior album reggae
- Love Is My Religion - Ziggy Marley
- Too Bad - Buju Banton
- Youth - Matisyahu
- Rhythm Doubles - Sly & Robbie
- Who You Fighting For? - UB40

### Rap

#### Miglior album rap
- Release Therapy - Ludacris
- Food & Liquor - Lupe Fiasco
- In My Mind - Pharrell
- Game Theory - The Roots
- King - T.I.

#### Miglior canzone rap
- Money Maker, scritta da Pharrell Williams e Ludacris, cantata da Ludacris e Pharrell
- It's Goin' Down, scritta da Chadron Moore e Yung Joc, cantata da Yung Joc
- Kick, Push, scritta da Lupe Fiasco, cantata da Lupe Fiasco
- Ridin', scritta da Chamillionaire, Juan Salinas, Oscar Salinas, Krayzie Bone, cantata da Chamillionaire
- What You Know, scritta da DJ Toomp e T.I., cantata da T.I.

#### Migliore collaborazione con un artista rap
- Justin Timberlake e T.I. – My Love
- Akon feat. Eminem – Smack That
- Beyoncé feat. Jay-Z – Déjà Vu
- Eminem feat. Nate Dogg – Shake That
- Jamie Foxx feat. Ludacris – Unpredictable

#### Miglior interpretazione rap solista
- T.I. - What You Know
- Busta Rhymes – Touch It
- Missy Elliott – We Run This
- Lupe Fiasco – Kick, Push
- Mos Def – Undeniable

### Jazz

#### Miglior album jazz contemporaneo
- The Hidden Land – Béla Fleck and the Flecktones
- People People Music Music – Groove Collective
- Rewind That – Christian Scott
- Sexotica – Sex Mob
- Who Let the Cats Out? – Mike Stern

### Produzione

#### Produttore dell'anno, non classico
- Rick Rubin
- Howard Benson
- T Bone Burnett
- Danger Mouse
- will.i.am

#### Miglior composizione remixata, non classica
- "Talk (Thin White Duke Mix)" - Jacques Lu Cont
- "Be Without You (Moto Blanco Vocal Mix)" - Moto Blanco
- "Damage Thorn (Buick Project Remix)" - Buick Project
- "Déjà Vu (Freemasons Club Mix – No Rap)" - Russell Small e James Wiltshire
- "World Hold On (E-Smoove Remix)" - E-Smoove

### Videoclip

#### Miglior videoclip
- Here It Goes Again - OK Go; Dan Konopka, Damian Kulash, Jr., Timothy Nordwind, Andy Ross e Trish Sie (registi e produttori)[2]
- 8th of November - Big & Rich
- Dani California - Red Hot Chili Peppers
- When You Were Young - The Killers
- Writing on the Walls - Underoath